# 比魯因察
比魯因察是摩爾多瓦的城鎮，位於該國北部，距離首都基希涅夫134公里，由森傑雷區負責管轄，始建於1963年，主要經濟活動是製糖業，2012年人口4,100。
47°48′58″N 28°4′7″E / 47.81611°N 28.06861°E